# Semionotiformes
Semionotiformes ("forma de bandeira avessa") é uma ordem de peixes da subclasse Neopterygii e clado Ginglymodi. Possui nadadeiras raiadas. Viveram do Permiano até o Cretáceo. O gênero-tipo é Semionotus, da Europa e América do Norte.